# Semikron
Semikron (СЕМИКРОН) — семейная интернациональная компания Германии, основным направлением деятельности которой является силовая электроника, один из ведущих её мировых производителей, создатель индустриальных стандартов в своей сфере.
Основана в Германии в 1951 г.
Головной офис находится в Нюрнберге.
Оборот компании в 2007 году составил 430 млн евро.
Ключевые направления на 2009 год: привода (38 %), возобновляемые источники энергии (20 %), электротранспорт (12 %).